# Гаргали
Гаргали (груз. გარგალი) — обезлюдевшее село в Грузии, на территории Каспского муниципалитета края (мхаре) Шида-Картли. Входит в состав Ахалкалакского общинного сельсовета.

## География
Село находится в центральной части Грузии, к востоку от реки Тедзами (правый приток Куры), на расстоянии приблизительно 15 километров (по прямой) к юго-западу от города Каспи, административного центра муниципалитета. Абсолютная высота — 1483 метра над уровнем моря.

## Население
По результатам официальной переписи населения 2014 года постоянное население в Гаргали отсутствовало.
| Год  | Население, человек |
| ---- | ------------------ |
| 2002 | 0                  |
| 2014 | 0                  |

## Достопримечательности
В селе расположена православная церковь святого Георгия.